# Rayan Frikeche
Rayan Frikeche (9 de outubro de 1991) é um futebolista profissional marroquino, que atua como volante.

## Carreira
Rayan Frikeche fez parte do elenco da Seleção Marroquina de Futebol nas Olimpíadas de 2012.